# Riu Sucevița
El Sucevița és un afluent dret del riu Suceava a Romania. Descarrega a la Suceava a Milișăuți. La seva longitud és de 41 km i la seva mida de conca és de 199 km².